# 教師の日
教師の日（きょうしのひ）とは、教師に感謝する日と定められている記念日・祝日である。

## 概要
教師の日を祝う考え方は19世紀に多くの国で根付いた。ほとんどの場合、地元の教育者や教育における重要な日を記念日として定めている国が多い。
1994年にはユネスコが、10月5日を世界教師デーと定めている。

## 日本における展開
日本では、世界教師デーは国民の祝日とはされていないが、これを「教師の日」とする動きがある。
一般社団法人「教師の日」普及委員会を中心として毎年様々なプロジェクトが行われている。「教師の日」普及委員会のスローガンは、「『先生ありがとう』を、日本中に」。
「教師の日」のプロジェクト
「先生ありがとう」感謝セレモニー
小・中・高等学校等で、生徒やPTAが主体となり、教師に感謝を伝え、寄せ書きや花束等をプレゼントしている。「教師の日」普及委員会としては、「いつもは子どもたちの引き立て役の先生を、この日は主役に」という意味を込めて、カスミソウの贈呈を推奨している。
先生のコトバ展
全国の現役学生や卒業生から、心に残る教師の言葉を募集して編集し、パネル展を開催している。
特別記念フォーラム
教育に想いのある有識者を集め、教師のあるべき姿や役割の重要性を改めて話し合うトークイベントを開催している。

### 背景
OECD（経済協力開発機構）の調査では、日本の教師の労働時間は主要先進国の中でも最も厳しい水準にあり、多岐に渡る事務作業の他、放課後の課外授業の指導、保護者の対応など授業以外に費やす時間が年々増加傾向にある。そのため、教師のモチベーション、社会的地位を維持向上させるべく、有志団体（のちに一般社団法人「教師の日」普及委員会となる）により、「教師の日」を契機として社会機運を醸成し、社会全体で教師に感謝し、応援するムーブメントが始まった。

### 歴史
- 2015年（平成27年）
  - Japan Teacher’s Week 2015 実行委員会主催として教師の日の普及活動を開始。
  - 全国で初めて渋谷区立加計塚小学校、広尾小学校の２校にて手紙とかすみ草の花束を贈るサプライズセレモニーを開催。
  - 文部科学省及び恵比寿ガーデンプレイスにて「先生のコトバ展」開催。
  - 特別記念フォーラム「日本の未来をつくる教師」開催。

- 2016年（平成28年）
  - 一般社団法人「教師の日」普及委員会（以下：教師の日普及委員会）設立。
  - 感謝のサプライズセレモニー開催校が渋谷区内に拡大。中学校が加わる。
  - 文科省及び恵比寿ガーデンプレイスにて「先生のコトバ展」開催。
  - 恵比寿ガーデンプレイスにて特別記念フォーラム開催。
その際、文具メーカーゼブラ株式会社の協力により、教師の日オリジナル赤ペンを会場にて配布。
長谷部健渋谷区長が30年ぶりに小学校時代の恩師をサプライズ訪問し、感謝の言葉を伝える。

- 2017年（平成29年）
  - 政府の教育再生実行会議＜座長・鎌田薫早稲田大学総長（当時）＞が、安倍晋三首相に対し、学校と地域の結びつきを強める「10.5　教師の日」の創設も求めた[4]。
  - 感謝のサプライズセレモニー開催校が渋谷区から中野区に広がり、私立高校が加わる[4]。
  - ウェブサイト上で「先生のコトバ展」開催。
  - 東京青年会議所板橋区委員会（以下「JC板橋」）が教師の日プロジェクトに賛同し、板橋区内で積極的に活動を開始。
  - JC板橋主催の「先生ありがとうフォーラム」が開催

- 2018年（平成30年）
  - ウェブサイト上で「先生のコトバ展」開催。
  - 中野区の私立宝仙学園理数インターにて、元プロボクサー内藤大助氏が招かれ、一般社団法人「教師の日」普及委員会により日本初の教師の日広報大使に任命される任命式が行われた。
- 2019年(令和元年)
  - ウェブサイト上で「先生のコトバ展」開催。
  - 中野区の市立宝仙学園理数インターにて、感謝のサプライズセレモニーとともに、元AKBの増田有華さんを2019年「教師の日」広報大使に任命する任命式が開催された。
- 2020年(令和2年)
  - 「教師の日」特別ウェビナー『「先生、ありがとう」から、教育を変える』開催。

### これまで協力・協賛した企業・団体
- 認定特定非営利法人Teach For Japan

- 太陽企画株式会社

- 株式会社フロンティアインターナショナル

- パーソルキャリア株式会社（旧 株式会社インテリジェンス）

- 株式会社リクルートマーケティングパートナーズ

- 株式会社日比谷花壇

- 株式会社アドブレーン

- 株式会社日床

- 株式会社フレネットHIBIYA

- ホクサイグラッフィックス

- 株式会社内田洋行

- サッポロ不動産開発株式会社

- 株式会社シフラ

- 株式会社日庄

- 株式会社ノムラデュオ

- 株式会社ブーム・メディア・コミュニケーションズ

- 株式会社ボーダレス

- 株式会社ワンモア
- hoxaigraphics(ホクサイグラフィックス)

## 他の国での教師の日
| 国家             | 日付             | 備考 |
| ---------------- | ---------------- | --- |
| アフガニスタン   | 5月24日          | 学校は休みになるが、生徒と教師が学校に集まって、教師に感謝する催しが行われる。 |
| アルバニア       | 3月7日           | 1887年のこの日、初のアルバニア語による教育を行う学校がコルチャに開校したことを記念。 |
| アルジェリア     | 2月28日          | |
| アルゼンチン     | 9月11日          | 第7代大統領で教育者・作家であったドミンゴ・ファウスティーノ・サルミエントが亡くなった日。 |
| オーストラリア   | 10月最終金曜日   | |
| アゼルバイジャン | 10月5日          | 1965年から1993年までは10月第一日曜日であったが、ユネスコが「世界教師の日」を定めた1994年以降は世界教師の日と同じ10月5日を教師の日としている。                                                                |
| バーレーン       | 2月28日          | |
| ブルネイ         | 9月23日          | |
| ブータン         | 5月2日           | 第3代国王ジグミ・ドルジ・ワンチュクの誕生日。 |
| ボリビア         | 6月6日           | |
| ブラジル         | 10月15日         | |
| チリ             | 10月16日         | |
| 中華人民共和国   | 9月10日          | （返還前の香港では中華民国と同じ9月28日） |
| 中華民国         | 9月28日          | 中国春秋時代の思想家・教育家孔子の誕生日。 |
| チェコ           | 3月28日          | 教育者コメニウスの誕生日。 |
| エクアドル       | 4月13日          | |
| エジプト         | 2月28日          | |
| エルサルバドル   | 6月22日          | |
| ハンガリー       | 6月第一日曜日    | |
| ホンジュラス     | 9月17日          | |
| インド           | 9月5日           | 第2代インド大統領で、近代インドを代表する思想家でもあるサルヴパッリー・ラーダークリシュナンの1888年の誕生日を記念。                                                                                          |
| インドネシア     | 11月25日         | インドネシア教師協会が発足した日。祝日ではなく、幾人かの教師・幹部・職員によって祝われるだけである。 |
| イラン           | 5月2日           | イランの聖職者・教育者であるモルテザ・モタハーリ（Morteza Motahhari）が1979年に亡くなった日。 |
| イラク           | 3月1日           | |
| ジャマイカ       | 5月6日           | |
| ヨルダン         | 2月28日          | |
| リトアニア       | 10月5日          | 1965年から1993年までは10月第一日曜日であったが、ユネスコが「世界教師の日」を定めた1994年以降は世界教師の日と同じ10月5日を教師の日としている。                                                                |
| レバノン         | 3月3日～3月9日   | |
| リビア           | 2月28日          | |
| マレーシア       | 5月16日          | |
| メキシコ         | 5月15日          | |
| モルドバ         | 10月5日          | |
| モンゴル国       | 2月の最初の週末  | |
| モロッコ         | 2月28日          | |
| オマーン         | 2月28日          | |
| パキスタン       | 10月5日          | |
| パナマ           | 12月1日          | 「パナマの教育の父」と呼ばれるマヌエル・ホセ・ウルタド（Manuel Jose Hurtado）の誕生日。 |
| パラグアイ       | 4月30日          | |
| ペルー           | 7月6日           | ペルー独立戦争中の1822年にホセ・デ・サン＝マルティンが初の師範学校を設立した日。 |
| フィリピン       | 10月5日          | |
| ポーランド       | 10月14日         | 1773年に国王スタニスワフ・アウグスト・ポニャトフスキの命により国家教育委員会が設立された日。 |
| カタール         | 2月28日          | |
| コスタリカ       | 11月22日         | |
| ルーマニア       | 10月5日 ?        | |
| ロシア           | 10月5日          | 1965年から1993年までは10月第一日曜日であったが、ユネスコが「世界教師の日」を定めた1994年以降は世界教師の日と同じ10月5日を教師の日としている。                                                                |
| サウジアラビア   | 2月28日          | |
| シンガポール     | 9月1日           | 学校は休日になる。教師の日のイベントは前日に行われ、授業は午前中のみとなる。 |
| スロバキア       | 3月28日          | 教育者コメニウスの誕生日。 |
| 大韓民国         | 5月15日          | 韓国で教師の日が作られた1964年には5月26日だったが、1965年に世宗大王の誕生日である5月15日になった。1982年から法定記念日となった。                                                                             |
| スリランカ       | 10月6日          | |
| スペイン         | 1月29日          | |
| シリア           | 3月18日          | |
| タイ王国         | 1月16日          | |
| チュニジア       | 2月28日          | |
| トルコ           | 11月24日         | |
| アラブ首長国連邦 | 2月28日          | |
| アメリカ合衆国   | 5月第1週の火曜日 | |
| ウズベキスタン   | 10月1日          | |
| ベトナム         | 11月20日         | 1982年に制定。教師に対して感謝する日である。学校では感謝パーティーが催され、生徒等から先生に贈り物が渡される。ベトナムでは、教師の給与は極めて低く、教職は貧しいが人々から尊敬される職業の代表である。祝日。 |
| イエメン         | 2月28日          | |
| ニカラグア       | 6月29日          | |
| ドミニカ共和国   | 6月30日          | |